# イブン・アル＝アシュアス
アブドゥッラフマーン・ブン・ムハンマド・ブン・アル＝アシュアス（アラビア語: عبد الرحمن بن محمد بن الأشعث, ラテン文字転写: ʿAbd al-Raḥmān b. Muḥammad b. al-Ashʿath, 704年没）、または祖父の名にちなんだ通称であるイブン・アル＝アシュアス（アラビア語: ابن الأشعث, ラテン文字転写: Ibn al-Ashʿath）は、ウマイヤ朝時代の著名なアラブ人有力者の軍司令官であり、700年から703年にかけてイラク総督のアル＝ハッジャージュ・ブン・ユースフに対する大規模な反乱を起こしたことで知られる人物である。
イブン・アル＝アシュアスはイエメン東部のハドラマウトに起源を持つキンダ族の有力氏族の家系に生まれた。イスラーム世界の第二次内乱ではムフタール・アッ＝サカフィーを打倒する戦いに関与し、内乱終結後はレイの総督を務めた。694年にカリフのアブドゥルマリクによってハッジャージュがイラクの総督に任命されたが、ハッジャージュの政策がイラク人の権益を脅かすものであったため、イラクの有力者層とハッジャージュの関係は悪化していった。それでもハッジャージュは699年にアラブ人勢力の進出に抵抗していたザーブリスターンの支配者であるズンビールに対する遠征軍の指揮官にイブン・アル＝アシュアスを任命した。しかし、ハッジャージュが遠征先における進軍を強要したことや、そのハッジャージュに対する従来からの反感も原因となり、イブン・アル＝アシュアスとその配下の軍隊は遠征先で反乱を起こした。イブン・アル＝アシュアスは背後の安全を確保するためにズンビールと協定を結び、その後イラクに向けて進軍した。
ハッジャージュは当初反乱軍の圧倒的な兵力の前に退却を強いられたが、バスラの近郊では勝利を収めた。しかし、反乱軍はクーファの占領に成功し、バスラから撤退した兵士もクーファに集まり始めた。反乱はウマイヤ朝の支配に不満を持つ人々、特にクッラー（クルアーン朗唱者）の呼び名で知られる宗教的過激派の間で広く支持を集めるようになった。カリフのアブドゥルマリクはハッジャージュの解任やイラク人の俸給（アター）の引き上げを含む条件を提示して和解を試みたものの、クッラーを始めとする反乱軍内の強硬派は政府との妥協を拒否し、交渉は不調に終わった。しかし、このような強行姿勢は結果に結びつかず、反乱軍はダイル・アル＝ジャマージムの戦いでウマイヤ朝政府が派遣したシリア軍の前に決定的な敗北を喫した。その後、イブン・アル＝アシュアスは東方のズンビールの下に逃れ、生き残った反乱軍の大半も逃亡先のホラーサーンで壊滅した。最終的にイブン・アル＝アシュアスはハッジャージュの圧力に屈したズンビールによって身柄を拘束されたが、その最期についてはズンビールが自ら処刑したとする説や、ハッジャージュへの身柄の引き渡しを避けるために投身自殺したとする説などがある。
イブン・アル＝アシュアスの反乱の失敗は、それまでイラクのアラブ部族の有力者層が手にしていた強大な権力の終焉を意味し、この反乱以降イラクはウマイヤ朝政府に忠実なシリア軍の支配下に置かれることになった。その後、イラクでは720年にヤズィード・ブン・アル＝ムハッラブ、740年にはザイド・ブン・アリーが反乱を起こしたものの、これらの反乱はいずれも失敗に終わった。最終的にイラクがウマイヤ朝の支配から脱したのは750年にアッバース革命が成功してからのことであった。

## 背景と初期の経歴

### 出自と家族
アブドゥッラフマーン・ブン・ムハンマド・ブン・アル＝アシュアス（イブン・アル＝アシュアス）はイエメン東部のハドラマウトに起源を持つキンダ族の名家の末裔である。祖父のマアディーカリブ・ブン・カイスはアル＝アシュアス（「髪の乱れた者」の意）というあだ名でよく知られており、イスラームの預言者ムハンマドに従っていた重要な首領の一人であったが、リッダ戦争では反乱側で戦った。戦争では敗れたにもかかわらず赦免され、初代の正統カリフであるアブー・バクル（在位：632年 - 634年）の妹のウンム・ファルワを正妻として迎えた。その後、初期のイスラーム教徒の征服活動における極めて重要な戦いとなったヤルムークの戦いとカーディスィーヤの戦いに参戦し、新たに征服されたアーザルバーイジャーンの総督職も歴任した。
その後に起こったイスラーム世界における最初の内乱である第一次内乱では第4代正統カリフのアリー・ブン・アビー・ターリブ（在位：656年 - 661年）に味方して戦ったが、内乱における重要な戦いとなったスィッフィーンの戦いで最終的にアリーの立場を損なうことになる敵との仲裁をアリーに説得したことから、主に後世の親シーア派の史料において激しい非難を浴びることになった。そのアル＝アシュアスは、詳しい状況は不明なもののアリーのウマイヤ家の対抗者とも近い関係にあり、アル＝アシュアスの娘のうちの二人はウマイヤ家の人物に嫁いだ。しかし、アリーへの忠誠は維持し続け、別の娘はアリーの息子のハサン・ブン・アリーに嫁いだ。その後は軍営都市（ミスル）のクーファにおいてキンダ族の居住区の指導者となり、661年に死去した。
イブン・アル＝アシュアスの父親のムハンマド（ウンム・ファルワの息子）はそれほど著名な存在とは言えず、ウマイヤ朝の下でタバリスターンの総督を務めたものの成果を上げることができなかった。イスラーム世界の第二次内乱ではウマイヤ朝と対立したアブドゥッラー・ブン・アッ＝ズバイルの支援者として関与し、親シーア派の指導者のムフタール・アッ＝サカフィーを打倒する戦いの中で686年か687年に殺害された。ムハンマドは680年に起こったカルバラーの戦いにおける真偽のはっきりとしない役割を理由として、スィッフィーンの戦いでの父親と同様に親シーア派の史料の中で非難された。これらの史料の中でムハンマドは、戦いにおいて殺害されたフサイン・ブン・アリー（アリー・ブン・アビー・ターリブの息子）の著名な支援者として知られるムスリム・ブン・アキールとハーニー・ブン・ウルワの拘束に責任があったとみなされている。
イブン・アル＝アシュアスの母親のウンム・アムルは南アラビアの部族の指導者であったサイード・ブン・カイス・アル＝ハムダーニーの娘である。また、イブン・アル＝アシュアスにはイスハーク、カースィム、サッバーフ、およびイスマーイールの四人の兄弟がいたが、そのうち最初の三人はタバリスターンで行われた複数の軍事作戦に関与した。

### 初期の活動

イスラーム世界が第二次内乱の最中にあった686年頃の勢力図。
アブドゥルマリク（ウマイヤ朝）の支配地域
ムフタール・アッ＝サカフィーの支配地域
アブドゥッラー・ブン・アッ＝ズバイル（ズバイル家）の支配地域
アブドゥッラー・ブン・アッ＝ズバイルを支持する勢力の支配地域
ハワーリジュ派の支配地域

10世紀の歴史家のタバリーによれば、若い頃にイブン・アル＝アシュアスは父親とともに政治活動に参加し、680年にはムスリム・ブン・アキールの拘束に協力した。その後、686年から687年にかけてアブドゥッラー・ブン・アッ＝ズバイルの弟でバスラの総督を務めていたムスアブ・ブン・アッ＝ズバイルの下でムフタール・アッ＝サカフィーと戦ったが、父親はこの戦いの最中に死亡した。最終的にムフタールが敗れて殺害されると、ムスアブに仕えていたクーファ出身の他のアシュラーフ（アラブ部族の有力者層）とともに戦っていたイブン・アル＝アシュアスは、クーファの総督府に立て籠るムフタールの支持者たちを処刑するように強く求めた。この要求はムフタールに向けられた軍事行動の最中にアシュラーフが親族を失ったことに対する報復だっただけでなく、ムフタールの支持者の大部分を占めていた非アラブ系のイスラームへの改宗者（マワーリーと呼ばれる）に対するアシュラーフの敵意が根強く残っていたことも要因となっていた。結局、この要求によっておよそ6,000人に及ぶムフタールの支持者たちが処刑された。
その後の数年間は記録から姿を消しているものの、691年10月に起こったマスキンの戦いでムスアブがウマイヤ朝のカリフのアブドゥルマリク（在位：685年 - 705年）に敗れて戦死すると、他のムスアブの支援者たちと同様にウマイヤ朝に投降した。その後、イブン・アル＝アシュアスは692年の初頭に5,000人のクーファの軍勢を率いてアフワーズでハワーリジュ派の一派であるアズラク派に対する軍事行動に参加した。最終的にハワーリジュ派が敗北すると、イブン・アル＝アシュアスはレイの総督に就任した。

### シャビーブ・アッ＝シャイバーニーに対する遠征
694年にアブドゥルマリクは自身が信頼を置いていた実力者であるアル＝ハッジャージュ・ブン・ユースフをイラクの新しい総督に任命した。その後、697年にはハッジャージュの権限が拡大され、ホラーサーンとスィースターン（スィジスターンとも呼ばれる）を含むウマイヤ朝の東方領土全域がイラク総督の管轄下に置かれた。これによってハッジャージュは実質的にウマイヤ朝の支配領域の半分を治める総督となった。そのイラクにはハワーリジュ派に加えて政治的な反対派の長い歴史が存在したため、イラク総督の職位は政治的にかなり慎重な取り扱いを要した。特にイブン・アル＝アシュアスの地元であったクーファではほぼすべてのアラブ部族が揃って居住しており、その中にはリッダ戦争で敗れた人々のように他の地域では歓迎されない人々も多く含まれていた。これらのアラブ部族はサワード（イラク南部）の肥沃な土地を支配していたものの、その土地の多くはウマイヤ朝の王子たちに分け与えられ、一般的なクーファの人々には兵役の報酬としてごく限られた区画が徐々に与えられるだけであった。最終的にクーファの人々は東方における征服活動で得られた戦利品の分け前から取り残されるようになった。クーファにはジバールの山岳地帯とペルシア中部が唯一の属領として与えられていたものの、クーファの南方に位置するもう一つのアラブ部族の軍営都市であるバスラの人々はホラーサーンやシンドのようなはるかに広大で豊かな属領を手にしており、最も多くの戦利品の分け前を得ていた。
イラク総督のハッジャージュは695年の終わり頃に6,000人の騎兵をイブン・アル＝アシュアスに与え、シャビーブ・ブン・ヤズィード・アッ＝シャイバーニーに率いられていたハワーリジュ派の反乱軍に対する軍事作戦を委ねた。ハワーリジュ派の反乱軍はわずか数百人程度の規模であったが、シャビーブの戦術的手腕によってそれまでに派遣されてきた政府軍の指揮官をことごとく撃退していた。以前シャビーブに敗れた指揮官のアル＝ジャズル・ウスマーン・ブン・サイード・アル＝キンディーから助言を受けたイブン・アル＝アシュアスは、罠にかからないように細心の注意を払いながらハワーリジュ派の部隊を追跡した。この軍事作戦でイブン・アル＝アシュアスが特に重点を置いていた対策は毎晩自軍の陣地の周囲に塹壕を掘るというものであり、この対策によってシャビーブの夜襲を阻止していた。このような思い掛けない対策を前にシャビーブはイブン・アル＝アシュアスを捕らえることができず、代わりに人を寄せ付けない不毛な土地に退却し、敵が追い付くのを待って再び退却するという方法で追手を消耗させる作戦に出た。
しかしながら、当時マダーインの総督を務めていたウスマーン・ブン・カタンがこのような作戦は臆病であり効果がないとしてイブン・アル＝アシュアスを批判する手紙をハッジャージュに書き送った。これに対しハッジャージュは手紙を送ってきたウスマーンに指揮権を与えたが、そのウスマーンは696年3月20日にシャビーブを攻撃した際に大敗を喫し、政府軍はおよそ900人の兵士を失ってクーファに逃亡した。ウスマーン自身は戦闘で殺害されたが、イブン・アル＝アシュアスは馬を失いながらも仲間の助けを借りて何とか脱出し、クーファにたどり着いた。敗北に対するハッジャージュの処罰を恐れたイブン・アル＝アシュアスはハッジャージュによる許しを得るまで身を隠し続けていた。

### ハッジャージュとの対立
このような失敗があったにもかかわらず、イブン・アル＝アシュアスとハッジャージュの関係は当初は友好的であり、ハッジャージュの息子はイブン・アル＝アシュアスの姉妹の一人と結婚した。しかし、二人の関係は次第に疎遠になっていった。いくつかの史料によれば、これはアシュラーフの第一人者としてのイブン・アル＝アシュアスの過大な自負心と指導者の立場への強いこだわりが原因となっていた。10世紀の歴史家のマスウーディーは、イブン・アル＝アシュアスがナースィル・アル＝ムウミニーン（「信徒を助ける者」の意）の称号を名乗っていたと記録しているが、これは暗に不信心な統治者であるとみなされていたウマイヤ朝に対する暗黙の抗議を意味するものでもあった。さらに、イブン・アル＝アシュアスは自分が南アラブの部族（一般に「ヤマン」と総称される）による支配をもたらすと期待された伝説上の救世主的存在であるカフターンだと主張した。
このようなイブン・アル＝アシュアスの自惚れとも言える態度はハッジャージュを苛立たせた。ハッジャージュは「奴の歩き方を見ろ！ 首を切り落としてやりたいくらいだ！」といった敵意のある言葉をイブン・アル＝アシュアスに浴びせ、両者はあからさまな敵意を互いに深めていった。タバリーはハッジャージュがイブン・アル＝アシュアスを牽制するために自分が与える恐怖心を頼りにしていたようであると述べている。その一方で二人の間に大きな個人的敵意が存在したという描写は誇張されたものである可能性が高いとする現代の研究者の見解も存在する。歴史家のラウラ・ヴェッキア・ヴァグリエリは、特にイブン・アル＝アシュアスがハッジャージュに忠実に仕え、最終的にスィースターンへの大規模な軍事作戦の指揮官に任命されたという事実（後述）を考慮すると、これらの説明は二人の実際の関係を反映したものではなく、「人物に関する出来事に基づいて歴史的事件を説明する」アラビア語の史料の傾向を反映したものであると指摘している。

## 反乱

### ザーブリスターンへの遠征

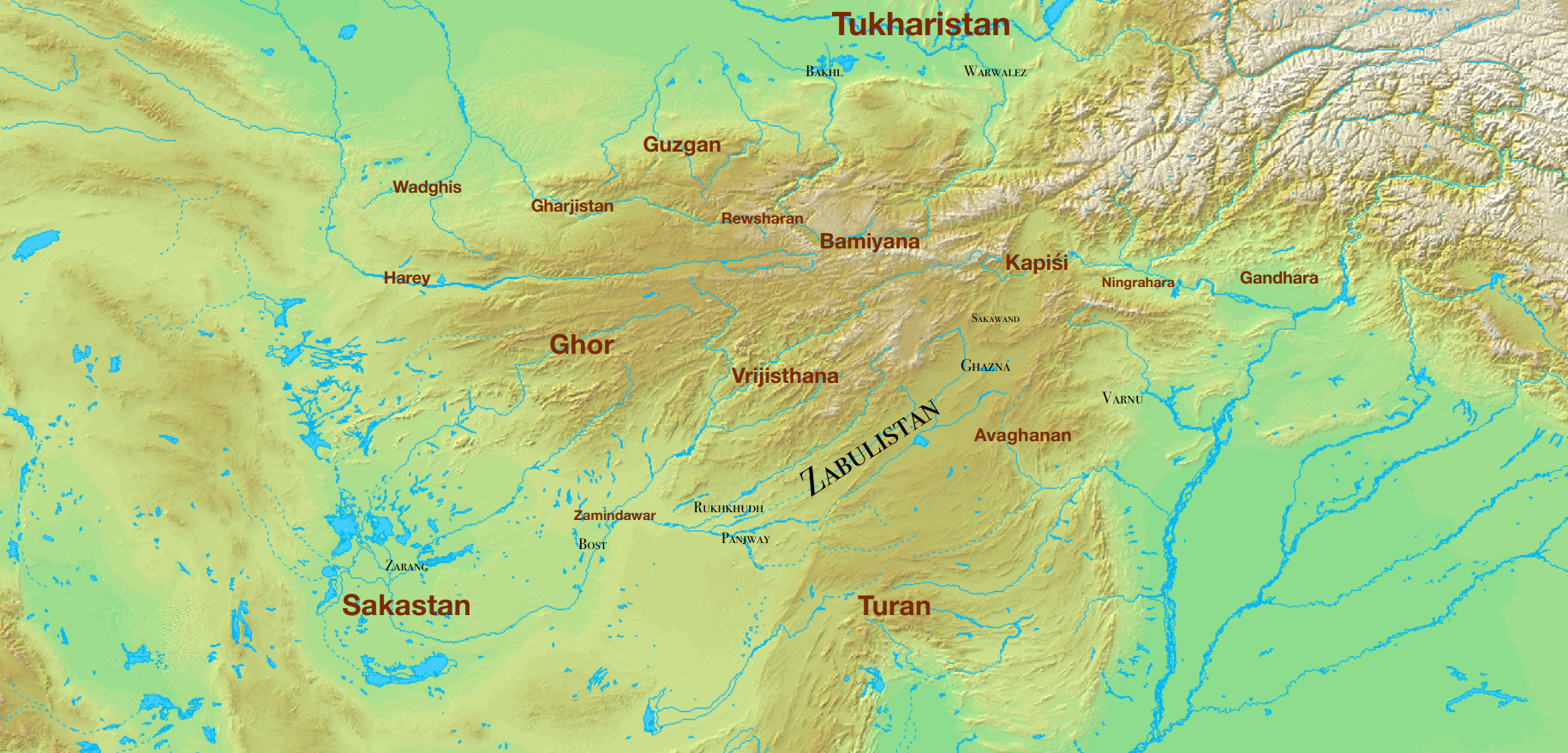
現代のアフガニスタンに位置する7世紀から10世紀にかけてのザーブリスターンとその周辺地域を示した地図。スィースターンは"Sakastan"、ザランジュは"Zarang"、ブストは"Bost"と表記されている。

当時ウマイヤ朝のスィースターン総督であったウバイドゥッラー・ブン・アビー・バクラは、698年か699年にズンビールの名で知られるザーブリスターンの半独立的な支配者に大敗を喫した。この時ズンビールはアラブ軍を自国の奥深くまで誘い込んで孤立させた。その結果としてアラブ軍は特にクーファ出身者の部隊を中心に大きな犠牲を出すことになり、捕虜の身代金を支払い、安全に去るために人質を残すという多くの困難を伴った末にようやく脱出に成功した。
この失敗に激怒したハッジャージュはバスラとクーファでイラク人からなる軍隊を立ち上げ、ズンビールに向けて派遣した。総勢20,000人に及んだこの軍隊にはバスラとクーファの二つの駐屯地における最も著名な一族の人々も多く含まれていた。また、この軍隊はその装備の豪華さ、あるいは歴史家のジェラルド・R・ホーティングが言うところの「クーファの軍人とそれを構成するアシュラーフの誇り高く高慢な態度」から来る連想によって、歴史的に「孔雀軍」（juyūsh al-ṭawāwīs）の名で呼ばれるようになった。当初ハッジャージュは遠征軍の指揮官として二人の将軍を立て続けに任命したが、最終的にはイブン・アル＝アシュアスに指揮権を委ねることにした。両者の関係の悪さを考慮すると、この人事は多くの人々にとって驚きであったといくつかの史料は伝えている。この時、あるイブン・アル＝アシュアスの叔父がハッジャージュに近づき、甥が反乱を起こすかもしれないと仄めかしたが、ハッジャージュはこの任命を取り消さなかった。
しかし、イブン・アル＝アシュアスのこの遠征についてはハワーリジュ派と戦うために派遣されたことを示唆している伝承や、当初はスィースターンとキルマーンの総督に対する協力を拒んでいた現地の指導者の一人であるヒムヤーン・ブン・アディー・アッ＝サドゥースィーを懲罰するために派遣されたとしている伝承もあり、イブン・アル＝アシュアスが最初からズンビールへの遠征を目的とした軍隊に従事していたのかどうかははっきりとしていない。歴史家のアブドゥルアメール・ディクソンは、イブン・アル＝アシュアスと孔雀軍が東方へ向かう途中でサドゥースィーの反乱を鎮圧したとする9世紀の歴史家のイブン・アアサムによる説明がこれらの異なる記録を結びつけているように見えると指摘している。
イブン・アル＝アシュアスは699年に軍の指揮官の任務を引き受けてスィースターンに向かい、そこで現地の軍隊（ムカーティラと呼ばれる）と孔雀軍を統合した。また、タバリスターンから派遣された部隊もイブン・アル＝アシュアスの下に加わったと伝えられている。このような強大な敵軍を前にしたズンビールは和平を申し入れたが、イブン・アル＝アシュアスはこの提案を拒否した。そして前任者による直接的な攻撃とは明らかに対照的な方針を採用し、最初にズンビールの王国の中心地である山岳地帯を取り囲む低地を確保するための組織的な軍事作戦を展開した。イブン・アル＝アシュアスはブストに作戦拠点を築き、慎重かつ計画的に一つずつ村や要塞を占領していった。そして占領した場所に守備隊を配置し、使者を用いて互いに連携させた。さらにイブン・アル＝アシュアスの兄弟がアルガンダーブ川を遡って進出するとズンビールは軍を撤退させ、進出した部隊は老人とウバイドゥッラーの遠征隊の遺体だけが残されている現場を発見した。その後、イブン・アル＝アシュアスは年を跨いで冬の期間を過ごすためにブストへ撤退し、不慣れなこの地域の環境に自軍を適応させた。

### 反乱の勃発
ハッジャージュはイブン・アル＝アシュアスから作戦を中断する旨の報告を受け取ると、ザーブリスターンの中心部に侵入し、そこで敵と死ぬまで戦うように命じる「一連の傲慢で攻撃的なメッセージ」（ヴェッキア・ヴァグリエリ）を送り返した。書簡の中でハッジャージュは、もしこの命令を実行しないようであればイブン・アル＝アシュアスの兄弟に指揮権を与え、イブン・アル＝アシュアスを雑兵の地位に落とすと脅していた。さらに敵軍を殲滅するまでイラクへの帰還を許さず、戦争が終わるまで兵士をスィースターンに留めて農耕に従事させるように命じていた。
暗に臆病者であると示唆するような内容の返信に怒りを覚えたイブン・アル＝アシュアスは軍の指導者たちを呼び集め、会合でハッジャージュによる即時進軍の命令とそれに従わないという自分の決断を伝えた。その後、イブン・アル＝アシュアスは集められた軍隊の前に出てハッジャージュの命令を改めて伝え、何をするべきかの決断を求めた。9世紀の歴史家のバラーズリーとイブン・アアサムが伝えているもう一つの説明によれば、イブン・アル＝アシュアスは配下の指揮官たちに圧力をかけるため、ハッジャージュが指揮官のうちの何人かを解任あるいは処刑するように命じている手紙を偽造した。ディクソンが「ほとんど煽る必要はなかった」と述べているように、「イラクから遠く離れた場所での長く困難な軍事作戦に対する見通し」（ホーティング）は、ハッジャージュの過酷な統治に対する従来からの不満と相まって軍の矛先をイラクの総督へ向けさせるには十分なものだった。集まった兵士たちはハッジャージュを公然と非難しただけでなくその退陣を宣言し、代わりにイブン・アル＝アシュアスに対する忠誠を誓った。さらにディクソンは、最初にイブン・アル＝アシュアスへの忠誠を誓った指揮官たちがかつてムフタールの蜂起に参加していたクーファのシーア派の支持者であり、そのことが記録によって知られている点に注目している。その一方でイブン・アル＝アシュアスの兄弟たちやホラーサーン総督のアル＝ムハッラブ・ブン・アビー・スフラは反乱への参加を拒否した。
こうして反乱が公然としたものになるとイブン・アル＝アシュアスは急いでズンビールと協定を結んだが、その内容は来るべきハッジャージュとの対決で勝利した場合にはズンビールに寛大な処置を与え、もし敗北した場合にはズンビールが避難場所を提供するというものだった。この協定によって後方の安全を確保したイブン・アル＝アシュアスはブストとザランジュに総督（アミール）を残して軍隊とともにイラクへの帰路につき、その道中で守備隊として駐屯していたクーファとバスラ出身の兵士たちを糾合した。この反乱が起こった期間については年代記の間で一致を見ていない。ある伝承では反乱はヒジュラ暦81年（西暦700/1年）に始まり、ヒジュラ暦82年（西暦701/2年）に反乱軍がイラクに侵攻し、ヒジュラ暦83年（西暦702/3年）に最終的に鎮圧されたことになっているが、別の伝承ではすべての出来事が1年後にずらされている。これらの異なる説明に対し、現代の学者は一般に前者の説明を支持している。
反乱軍がファールスに到達する頃にはカリフのアブドゥルマリクを権力の座から退かせない限りハッジャージュをその地位から追うことはできないという状況が明確となり、その結果として反乱は上官への反抗から本格的な反ウマイヤ朝の蜂起へと発展した。そして反乱軍はイブン・アル＝アシュアスへの忠誠の誓い（バイア）を改めて確認した。

### 反乱の動機と原動力
反乱の原因については現代の学者の間でも多くの学説や議論が存在する。東洋学者のアルフレート・フォン・クレーマーは、反乱がハッジャージュとイブン・アル＝アシュアスの間の個人的な関係から離れ、アラブ系イスラーム教徒と対等な権利を確保しようとするマワーリーの努力と関連していたと述べており、実際にこのようなマワーリーの努力は以前にもムフタールの下で起こった大規模な反乱という形で表れていた。同様の見解はアルフレートの同時代人であるアウグスト・ミュラーやヘルロフ・ファン・フローテンも持っていた。歴史家のユリウス・ヴェルハウゼンは、反乱の主要な原因に関するこのような見方を否定し、代わりにイラク人一般、特にアシュラーフが高圧的な（そしてとりわけ低い身分の出自である）ハッジャージュに代表される（シリアを拠点とする）ウマイヤ朝政府に反発したものだと解釈した。一方で歴史家のヒュー・ナイジェル・ケネディは、イラクの人々の間でハッジャージュが急速に不人気になっていたことは史料上からも明らかであると述べており、その原因として、ハッジャージュがウマイヤ朝の軍隊の主力であるシリア軍をイラクに導入する一方でハワーリジュ派に対する報いのない軍事作戦にイラク軍を投入し、さらにはイラク軍の俸給（アター）をシリア軍未満の水準に引き下げるといった、一連の「イラクの人々を反乱のほぼ寸前まで駆り立てるかのような」措置を挙げている。反乱の主要な原動力の背景にハッジャージュに対する反感があったことは歴史家のクリフォード・エドムンド・ボズワースも認めている。また、ディクソンは、イラクの人々がハッジャージュへの反感と抑圧的なウマイヤ朝政府への不満を表そうとした際に、これらの人々を結集させることができる人物として、イブン・アル＝アシュアスが「適切な指導者」であったことを強調している。

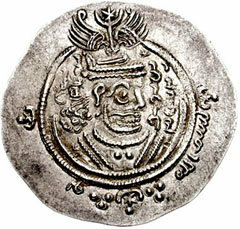
ヒジュラ暦83年（西暦702/3年）に鋳造されたハッジャージュの名前が刻まれているサーサーン朝様式のディルハム銀貨

ヴェッキア・ヴァグリエリとホーティングの両者は、ヴェルハウゼンの分析が反乱の明白な宗教的側面、特にクッラー（クルアーン朗唱者）の呼び名で知られる過激な狂信者たちの参加を無視している点を強調している。クッラーの反乱への固い支持にはいくつかの理由があった。クッラーは同じイラク人としてハッジャージュに対する不満を共有していたが、同時に宗教的純粋主義者としてハッジャージュが宗教に無関心なのではないかと疑っており、マワーリーから強引に歳入を取り立てることを主な目的としていたハッジャージュの政策とは対照的な反乱者のマワーリーに対するより平等主義的な扱いを支持していた。また、ディクソンはイブン・アル＝アシュアスの蜂起にかかわった主要人物の内の何人かが過去にシーア派に属していたことや、イラクにおけるムルジア派、メソポタミア湿原のズットやアサーウィラ、さらにはタミーム族の庇護民であるトルコ系のサヤービジャ族など、他の宗教集団やアラブ系以外の民族集団が蜂起に参加していたという事実に注目している。その他にはハワーリジュ派の分派の一つであるイバード派や初期のカダル派の指導者であるマアバド・アル＝ジュハニーも反乱に参加していたことが記録に残されている。
ホーティングは、「双方の陣営が利用した宗教上の論争は… ステレオタイプで具体性に欠け、他の状況においても見られる」ものであったが、特にウマイヤ朝が礼拝を軽視しているという非難に見られるように、反乱者側には明確な宗教上の不満があったように思われると述べている。この反乱は軍隊に無理難題を押し付ける威圧的な総督に対する単なる反抗として始まったとみられるものの、少なくとも軍隊がファールスに到着する頃までにはクッラーに代表される宗教的な要素が現れていた。さらに、当時は政治と宗教が密接に関わり合っていたこともあり、このような宗教的要素は急速に支配的な立場を占めるようになった。これは反乱の初期に行われた忠誠の誓いと、ファールスのイスタフルにおいて軍隊とイブン・アル＝アシュアスの間で交わされた二度目の忠誠の誓いの違いの中に見ることができる。イブン・アル＝アシュアスは最初の忠誠の誓いでは「神の敵であるハッジャージュを権力の座から追放する」と宣言していたのに対し、二度目の忠誠の誓いでは「神の書と預言者のスンナを守り、誤謬のイマームを退位させ、預言者の一族の血を流すことを正当な行為と見なす者たちと戦う」ように配下の者たちへ強く呼び掛けていた。当初、この反乱は主にハッジャージュ個人に対し向けられていたが、二度目の忠誠の誓いが行われた頃には反乱の性格が「カリフとウマイヤ朝の支配全般に対する反乱」へと変容していた。
実際にイブン・アル＝アシュアスは反乱の先頭に立ち続けたが、ヴェッキア・ヴァグリエリは、この時以降「反乱の統制が彼の手から滑り落ちてしまったような印象を受ける」と述べている。また、ヴェルハウゼンも同様に、「彼は自分自身ですら気づかないうちに急き立てられ、たとえ本人にその意志あったとしても心に呼び起こされた帰属意識を払い除けることはできなかった。それはまるで雪崩が押し寄せ、その意志を前にしてあらゆるものを一掃してしまったかのようだった。」と記している。このような解釈は、史料に記録されているイブン・アル＝アシュアスとその追従者たちの間の異なる言辞と行動からも見て取ることができる。イブン・アル＝アシュアスにはウマイヤ朝と妥協する意志と用意があったにもかかわらず、他に選択肢がなかったために戦い続けたのに対し、イブン・アル＝アシュアスの追従者の大部分にとっては宗教的な言辞によって表現されたウマイヤ朝政府に対する不満が反乱の動機となっており、このような追従者たちははるかに非妥協的で、死ぬまで戦い続けようとした。ハッジャージュ自身もこの違いは認識していたとみられ、反乱を鎮圧する過程でハッジャージュはクライシュ族やシリア人、その他のアラブ部族民の多くを赦免したが、その一方で反乱軍に味方したマワーリーやズットのうちの数万人を処刑した。
現代の学者はこの反乱に宗教的な動機だけでなく、当時広まっていた北アラブと南アラブ（ヤマン）の部族集団間の激しい派閥抗争の現れを見てきた。ヴェッキア・ヴァグリエリによれば、当時の著名な詩人であるアアシャー・ハムダーンが反乱を祝して書いた詩の中に反乱の部族的な側面に基づく動機を見て取ることができる。この詩の中でハッジャージュは背教者であり「悪魔の友」であるとして非難されている一方で、イブン・アル＝アシュアスは北アラブのマアード族とサキーフ族（ハッジャージュの出身部族）に対抗する南アラブのカフターン族とハムダーン族の英雄として描かれている。一方でホーティングは、反乱の動機を純粋に部族的なものに求めるにはこの詩は証拠として不十分であると述べ、もしイブン・アル＝アシュアスの運動が主にヤマンの人々（ヤマン族）によって実際に率いられていたのだとしても、それは単純にヤマン族がクーファで支配的な存在だったという事実を反映しているだけであり、実際にハッジャージュが北アラブの人物だった一方で、ハッジャージュの配下の主要な指揮官たちは南アラブの人物だった点を指摘している。また、ディクソンはアアシャー・ハムダーンの同じ詩に対しヴェッキア・ヴァグリエリとは異なる解釈を与えており、「この詩はマアード族とイエメン人（ハムダーン族、マズヒジュ族、およびカフターン族）の双方がハッジャージュとその出身部族であるサキーフ族に対し同盟を組んだことを明確に示している」と主張し、このことは「北部と南部のアラブ人が共通の敵に対して団結したことを示す稀有な事例の一つである」と強調している。

### イラクの支配をめぐる戦い
反乱の知らせを受けたハッジャージュはバスラに向かい、カリフに援軍を要請した。反乱の深刻さを認識したカリフのアブドゥルマリクは次々とイラクに援軍を送った。3万3千の騎兵と12万の歩兵を擁したと伝えられる反乱軍はファールスにしばらく滞在し、その後イラクに向けて進軍を開始した。701年1月24日か25日にイブン・アル＝アシュアスはトゥースタルでハッジャージュの前衛部隊を圧倒した。ハッジャージュはこの敗北の知らせを受けるとバスラまで撤退したが、ハッジャージュがこの都市の支配を維持することは恐らく不可能であったため、さらにバスラの近隣に位置するアッ＝ザーウィヤへ向かった。
イブン・アル＝アシュアスは701年2月13日にバスラに入り、熱烈な歓迎を受けた。そしてバスラを要塞化し、その後は1か月にわたりイブン・アル＝アシュアスの軍勢とハッジャージュの軍勢の間で一連の小競り合いが続いた。これらの小競り合いは概ね反乱軍側の優勢で進んだが、3月初旬にはついに大規模な会戦に発展した。この会戦は当初はイブン・アル＝アシュアスの軍勢が優勢であったが、最終的には将軍のスフヤーン・ブン・アル＝アブラド・アル＝カルビーに率いられたハッジャージュのシリア軍が勝利を収めた。多くの反乱軍の兵士、特にクッラーが倒され、イブン・アル＝アシュアスはクーファの部隊とバスラの精鋭の騎兵隊を連れて故郷のクーファへ撤退せざるを得なくなった。クーファでイブン・アル＝アシュアスは好意的に迎えられたが、マダーインの軍司令官のマタル・ブン・ナージヤが都市の城塞を占拠していたため、襲撃による城塞の攻略を強いられた。
イブン・アル＝アシュアスはアブドゥッラフマーン・ブン・アッバース・アル＝ハーシミーをバスラの軍司令官として残した。しかし、数日後に民衆が恩赦と引き換えに城門を開いたため、アブドゥッラフマーンはこの都市の支配を維持することができなかった。そしてイブン・アル＝アシュアスと同様に連れて行くことが可能なだけのバスラの支持者たちとともにクーファへ撤退し、イブン・アル＝アシュアスの軍は大量の反ウマイヤ朝の志願兵の到着によってさらに膨れ上がった。バスラを掌握したハッジャージュは赦免の誓約にもかかわらずおよそ11,000人の都市の民衆を処刑するとクーファに向けて進軍した。ハッジャージュの軍隊はアブドゥッラフマーンが率いるイブン・アル＝アシュアスの騎兵隊から何度も攻撃を受けたが、クーファの近郊に到達し、シリアとの連絡線を確保するためにユーフラテス川の右岸に位置するダイル・カーッラに陣を敷いた。これに対しイブン・アル＝アシュアスは701年4月中旬にクーファを出発した。そしてマワーリーがその半数を占めていた総勢20万と伝えられる軍勢を率いてハッジャージュの軍に接近し、ダイル・アル＝ジャマージムに陣を敷いた。両軍は塹壕を掘って陣地を固め、以前と同様に小競り合いを繰り返した。イブン・アル＝アシュアスの軍の実際の規模がどの程度であったにせよ、ハッジャージュは困難な状況に立たされていた。シリアからの援軍は絶えず到着していたものの、ハッジャージュの軍は反乱軍よりもかなり規模で劣っており、食糧の補給にも問題を抱えていた。
このようなイブン・アル＝アシュアスによる反乱の進展はウマイヤ朝の宮廷を憂慮させるには十分なものであり、ハッジャージュによる反対の進言にもかかわらず、宮廷は交渉による解決を求めた。カリフのアブドゥルマリクは兄弟のムハンマドと息子のアブドゥッラーを軍の指揮官としてイラクへ派遣したが、同時にイブン・アル＝アシュアスに対してハッジャージュを解任し、イブン・アル＝アシュアスをイラク内の望む都市の総督に任命し、さらにはイラク人の俸給をシリア人と同等の水準まで引き上げると提案した。イブン・アル＝アシュアスはこの提案を受け入れようとしたが、イブン・アル＝アシュアスの支持者たち、中でも特に過激であったクッラーはこの提案を拒否し、完全な勝利を強く求めた。反乱軍側はシリア軍の補給に問題があることを認識しており、提示された条件を政府が弱みを見せたものだと解釈した。交渉が不調に終わったことで両軍は小競り合いを続けた。いくつかの史料は小競り合いが100日間続き、戦闘は48回に及んだと伝えている。この間、特にクッラーの勇敢さが際立っていたが、クッラーの指導者であるジャバラ・ブン・ザフル・ブン・カイス・アル＝ジューフィーが戦死するとクッラーは離散を始めた。

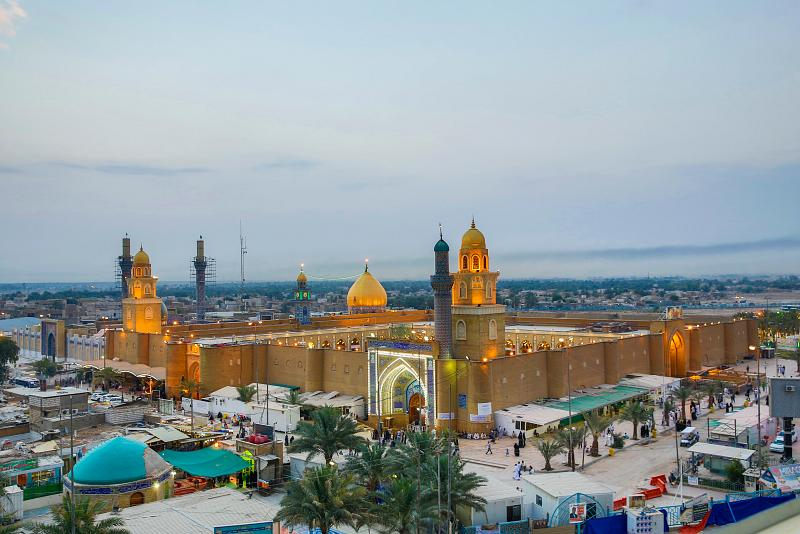
アラブ軍の軍営都市（ミスル）として7世紀に建設されたクーファの町と大モスク。クーファはイブン・アル＝アシュアスの地元であり、反乱を起こした「孔雀軍」の名で知られるザーブリスターンへの遠征軍もこの都市から出発した。

このような小競り合いは701年7月下旬に両軍がダイル・アル＝ジャマージムの戦いで衝突するまで続いた。ここでも当初はイブン・アル＝アシュアスの軍が優位に立ったが、最後はシリア軍が勝者となった。日が沈む直前にイブン・アル＝アシュアスの兵は敗れて散り散りになり、ハッジャージュが降伏した反乱軍に恩赦を与えたことも手伝って敗北は逃亡へと変わった。部隊の再編成に失敗したイブン・アル＝アシュアスはわずかな従者を引き連れてクーファに逃れ、そこで家族に別れを告げた。ホーティングは、「ウマイヤ朝が有していた規律と組織力、そしてシリアからの大規模な支援と比べ、より公正で宗教的と言うべき性格にもかかわらず反乱者側が欠いていたこれらの資質」の対比は、この時代の内戦で繰り返し見られたパターンであると指摘している。
勝利したハッジャージュはクーファに入り、多くの反乱者を裁判にかけて処刑したが、その一方で反乱に伴い背信に至ったことを認めて服従した者たちには恩赦を与えた。しかしながら、その間にイブン・アル＝アシュアスの支持者の一人であるウバイドゥッラー・ブン・アブドゥッラフマーン・ブン・サムラ・アル＝クラシーが（イブン・アル＝アシュアスも向かっていた）バスラを奪還し、もう一人の支持者であるムハンマド・ブン・サアド・ブン・アビー・ワッカースもマダーインを占領した。ハッジャージュはクーファに1か月滞在した後、イブン・アル＝アシュアスと対決するために出発した。両軍はドゥジャイル川沿いのマスキンで衝突した。2週間続いた小競り合いの後、ハッジャージュは反乱軍の陣地に二方面から同時に攻撃を仕掛け、とどめの一撃を加えた。ハッジャージュが軍の主力を率いて一方向から攻撃している間、軍の一部は羊飼いの案内で湿地帯を横切り、後方から敵の陣地に攻撃を加えた。不意を突かれた反乱軍はほぼ全滅し、逃亡しようとした兵士の多くが川で溺死した。

### 東方への逃亡と死

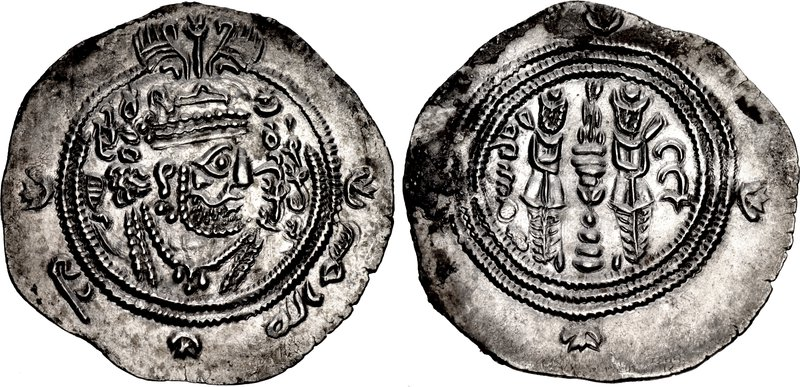
ヒジュラ暦82年（西暦701/2年）にスィースターンで鋳造されたイブン・アル＝アシュアスの名前が刻まれているサーサーン朝様式のディルハム銀貨

この二度目の敗北の後、イブン・アル＝アシュアスは少数の生き残りとともに東方のスィースターンへ逃亡した。ハッジャージュは逃亡者を捕らえるためにウマーラ・ブン・アッ＝タミーム・アッ＝ラフミーが率いる部隊を派遣し、そのウマーラはスースとサブールで二度にわたり逃亡者に追いついた。イブン・アル＝アシュアスとその兵士たちは最初の戦闘では敗れたものの、二度目の戦闘では勝利した。その結果、イブン・アル＝アシュアスはキルマーンまで到達し、さらにスィースターンへ向かうことができた。しかしながら、ザランジュではイブン・アル＝アシュアスが自らこの都市のアミールに任命したアブドゥッラー・ブン・アーミル・アル＝バアアル・アッ＝タミーミーによって入城を拒否された。このため、イブン・アル＝アシュアスはブストに移動したが、そこでハッジャージュの好意を得ようと考えたイヤード・ブン・ヒムヤーン・アッ＝サドゥースィー（この人物もイブン・アル＝アシュアスが任命した都市のアミールであった）によって拘束された。しかし、イブン・アル＝アシュアスとの約束に忠実であったズンビールはこの出来事を知るとブストに現れ、イブン・アル＝アシュアスの釈放を強要した。そしてイブン・アル＝アシュアスを連れてザーブリスターンに戻り、名誉ある待遇をイブン・アル＝アシュアスに与えた。
その後、一旦自由の身となったイブン・アル＝アシュアスは、これらの出来事の間にスィースターンに集結していたアブドゥッラフマーン・ブン・アッバース・アル＝ハーシミーとウバイドゥッラー・ブン・アブドゥッラフマーン・ブン・サムラ・アル＝クラシーを副官とするおよそ60,000人の支持者たちの指揮を執った。そしてこれらの人々の支援を得てザランジュを占領し、都市のアミールを処罰した。しかしながら、ウマーラが率いるシリア人で構成されたウマイヤ朝軍の接近に直面したことで、イブン・アル＝アシュアスの追従者の大部分は反乱軍の移動を求めた。そしてより多くの支持者を集めることが期待でき、広大な地域で追撃から逃れることが可能であり、かつハッジャージュかカリフのアブドゥルマリクのいずれかが死去して政治状況が変わるまでの間ウマイヤ朝の攻撃に耐えうる場所であるホラーサーンに向かうようにイブン・アル＝アシュアスを説得した。イブン・アル＝アシュアスは追従者たちの圧力に屈したが、それからまもなく副官のウバイドゥッラーに率いられた2,000人の集団がウマイヤ朝に投降した。イラク人の気まぐれな態度に幻滅したイブン・アル＝アシュアスは自分に従う者たちを連れてザーブリスターンに戻った。

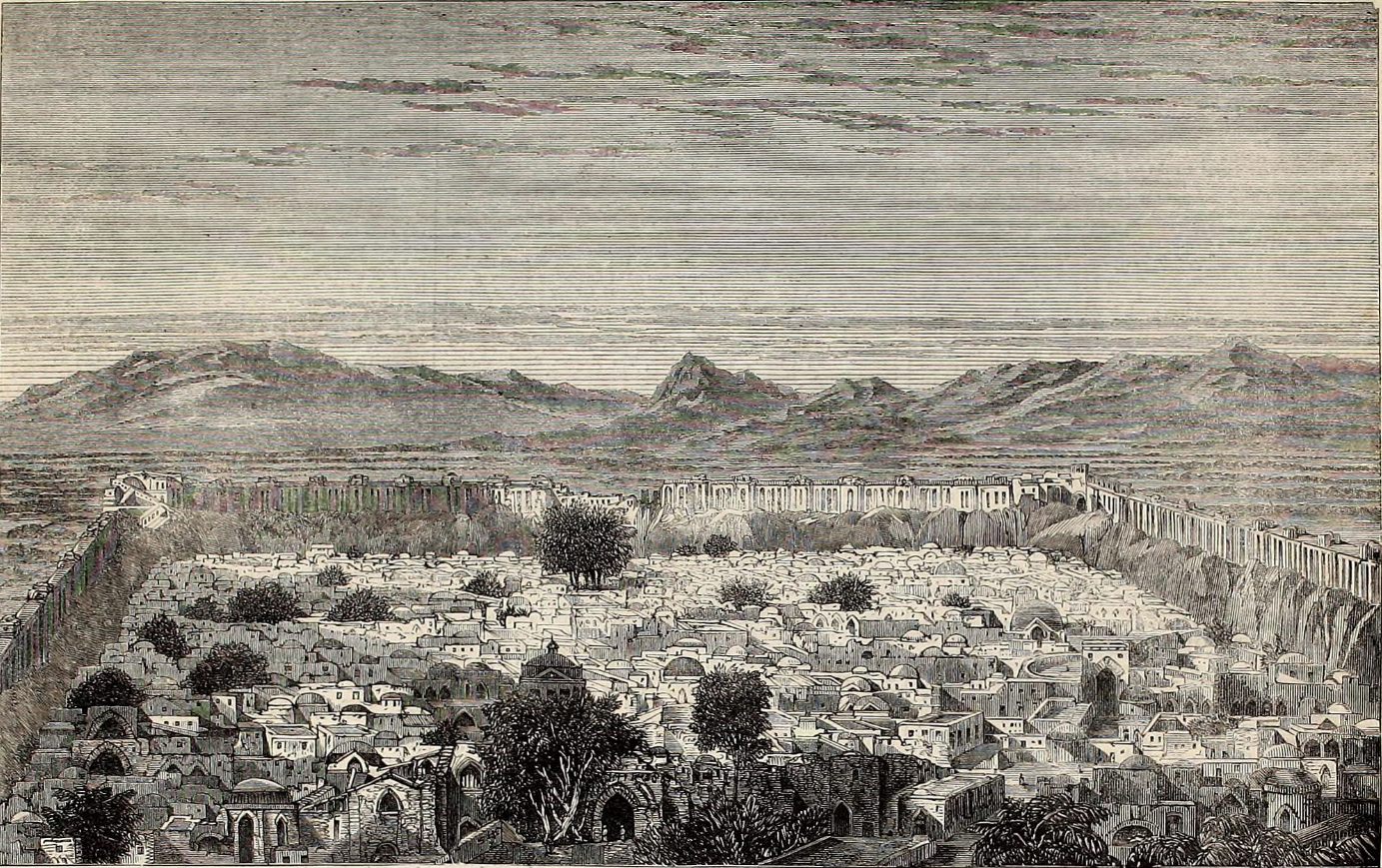
1863年のヘラートのイラスト。反乱軍の大部分はイブン・アル＝アシュアスの下を離脱してホラーサーンに留まり、ヘラートまで至ったが、最終的にウマイヤ朝が派遣した軍隊によって壊滅した。

反乱軍の大半はホラーサーンに留まり、アブドゥッラフマーン・ブン・アッバース・アル＝ハーシミーを指導者に選んでヘラートを略奪した。その結果、当時ホラーサーンを治めていたヤズィード・ブン・アル＝ムハッラブは軍隊の派遣を余儀なくされたが、その派遣された軍隊は反乱軍に対して圧倒的な勝利を収めた。ヤズィードは反乱軍の中で自分と同族であるヤマン系の部族に属する人々を釈放し、残りの者たちをハッジャージュの下へ送ったが、ハッジャージュは送られてきた者たちのほとんどを処刑した。これらの出来事の一方で、ウマーラは守備隊が戦うことなく降伏するならば寛大に扱うという条件を示し、スィースターンのウマイヤ朝への帰順を素早く実現させた。
イブン・アル＝アシュアスはズンビールの庇護の下で身の安全を確保し続けていたが、イブン・アル＝アシュアスが再び反乱を起こすことを恐れたハッジャージュはイブン・アル＝アシュアスの身柄を確保するために何度かにわたり脅迫と約束を交えた手紙をズンビールに送った。最終的にズンビールは704年に7年あるいは10年間の貢納の免除と引き換えにハッジャージュの要求を受け入れた。イブン・アル＝アシュアスの最期についてはさまざまな説明が残されている。その中にはズンビール自身によって処刑されたというものや結核によって死んだというものがあるが、より広く知られている説明は、ハッジャージュへの身柄の引き渡しに備えてルッハジュの辺境の城に幽閉され、監視人によって鎖でつながれていたが、引き渡しを避けるために城の最上部から監視人を道連れに身を投げて死んだというものである。その後、イブン・アル＝アシュアスの首は切り落とされ、イラクのハッジャージュの下に送られた。タバリーによれば、ハッジャージュはその首をアブドゥルマリクに送り、アブドゥルマリクはさらにそれを自分の弟でエジプト総督のアブドゥルアズィーズの下に送った。ある伝承ではイブン・アル＝アシュアスの首はそこで葬られたとされているが、別の伝承ではさらにハドラマウトに運ばれ、井戸に投げ込まれたとされている。

## 遺産
イブン・アル＝アシュアスの反乱が失敗に終わったことで、イラクに対するウマイヤ朝の統治はより厳しさを増していった。ハッジャージュはシリア軍の常設の駐屯地としてバスラとクーファの間にワースィトを建設し、イラク人の社会的地位に関係なくイラクの統治における実権をイラク人から奪った。これらの政策はハッジャージュによる俸給制度の改革と一体となって行われた。それまでイラク人に支払われていた俸給は初期のイスラーム教徒の征服における祖先が果たした役割に基づいて計算されていたが、今やその支払いは積極的に軍事行動に参加する者のみに限定されるようになった。さらに軍隊のほとんどがシリア人で構成されるようになったため、この措置はイラク人の利益を著しく損なうことになり、イラクの人々はこの政策を神聖な制度に対する新手の不敬な攻撃だとみなした。また、サワードでは大規模な干拓と灌漑事業が行われたが、これらの事業は主にワースィトの周辺地域に限られ、事業によってもたらされる収益もイラクの有力者層ではなくウマイヤ家とその庇護民に還元された。その結果としてかつて強大な政治力を誇っていたクーファの支配者層はその力を急速に失っていった。
さらに、ハッジャージュはイブン・アル＝アシュアスの蜂起を支持していたと疑われる個人や共同体全体に対する報復行動に出た。マワーリーはイラクの軍営都市から追放され、クーファの近郊に位置していたナジュラーンと呼ばれる村のアラブ系キリスト教徒は税を引き上げられた。バスラのアサーウィラは俸給の削減や住居の破壊を被り、多くの者が国外へ追放された。また、イスラーム以前の時代から存在し、アラブ人のアシュラーフと同盟を結んでいたペルシア人の土着貴族であるデフカーンを罰するため、ハッジャージュはティグリス川西岸のカシュカル周辺に存在した水路網の破損状態を意図的に修復しなかった。このため、デフカーンの経済基盤は破壊され、ティグリス川東岸に位置するワースィトの建設も旧来の集落の衰退を早めることにつながった。さらに、ハッジャージュがメッカに逃亡したクッラーの一人であるサイード・ブン・ジュバイルを処刑したという記録も（712年頃までに）残されている。
イラクの人々は720年にヒュー・ナイジェル・ケネディが「古いタイプの最後のイラク人戦士」と呼ぶヤズィード・ブン・アル＝ムハッラブの下で再び反乱を起こしたが、この時においても支持は曖昧なものに留まり、反乱は失敗に終わった。イブン・アル＝アシュアスの甥にあたるムハンマド・ブン・イスハークとウスマーン・ブン・イスハークの二人が反乱を支援したものの、大多数の人々は反乱を静観し、地元の要職者としての役割に満足していた。740年にはアリー・ブン・アビー・ターリブの曾孫にあたるザイド・ブン・アリーが反乱を起こした。ザイドもまた不当な行為を正し（具体的にはアターの回復、サワードからもたらされる歳入の分配、そして遠方への軍事活動の中止を訴えた）、「クルアーンとスンナに従った」統治を回復すると約束した。しかし、クーファの人々はまたもや重要な場面で支援を放棄し、反乱はウマイヤ朝によって鎮圧された。ウマイヤ朝の統治に対する不満はその後もくすぶり続け、アッバース革命が起きた際にイラク人は反乱を支持して蜂起した。クーファの人々はウマイヤ朝の支配を打倒し、749年10月にアッバース朝の軍隊を迎え入れた。それから間もなくクーファにおいてサッファーフが初代のアッバース朝のカリフであると宣言された。